# Robert Cantley

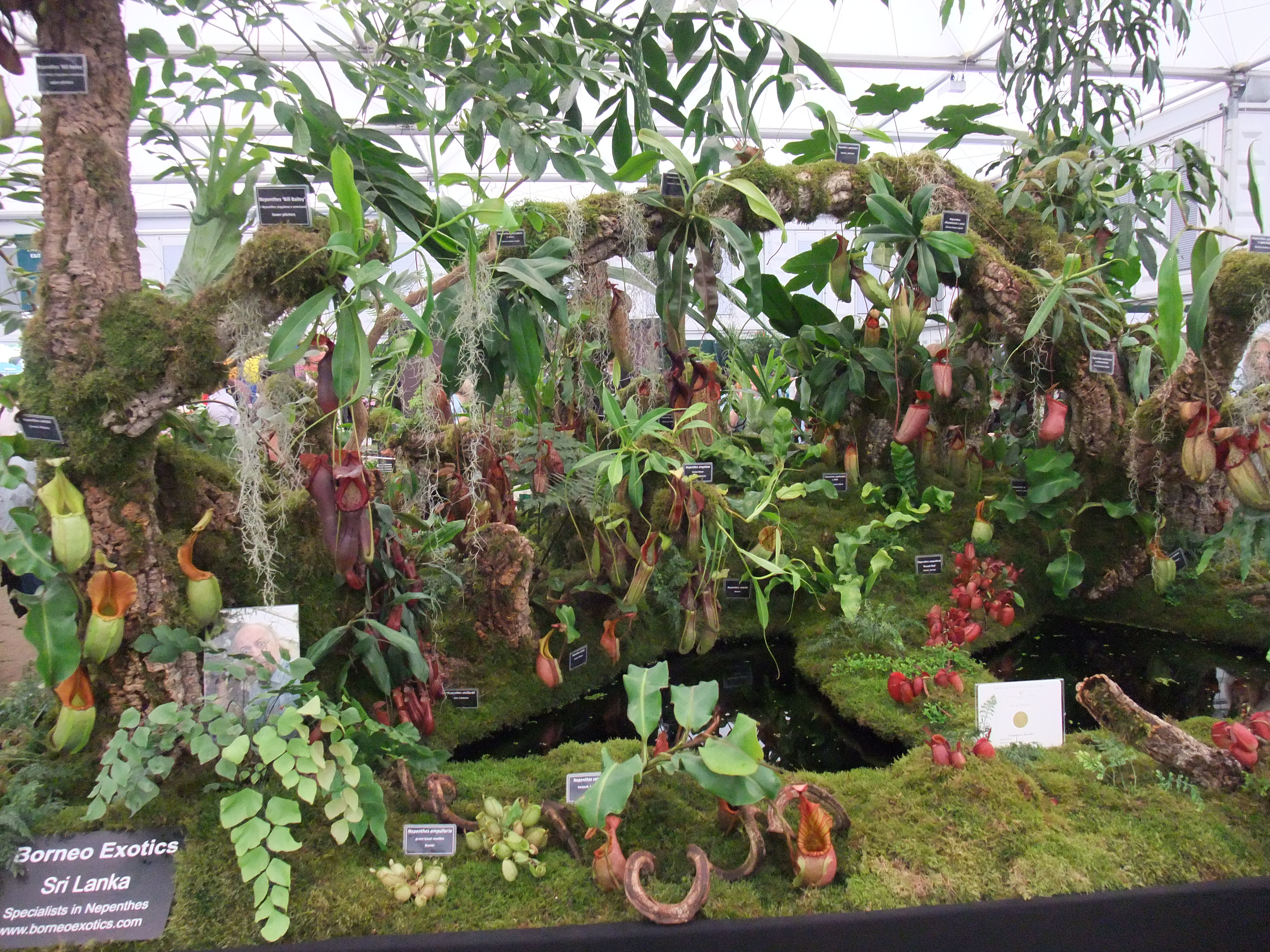
La pantalla Borneo Exóticos Medalla de Oro, ganador en el Chelsea Flower Show 2011

Robert Cantley es un conservacionista y director general de Borneo Exóticos, un vivero de Sri Lanka basado en uno especializado en semillas de cosecha propia de los tejidos cultivados y especies e híbridos de Nepenthes. Cantley ha contribuido a una serie de documentos sobre Nepenthes.

## Borneo Exóticos
Borneo Exóticos fue establecido por Cantley y Diana Williams en 1997. A partir de 2009, el vivero ha abastecido más de 130 taxones de Nepenthes, por un total de más de 180.000 plantas anuales. En Pitcher Plants of the Old World, Stewart McPherson la describió como el "productor mundial más importante especializado en  especies  de Nepenthes".
Borneo Exóticos opera una serie de instalaciones de cultivo, repartidas en dos ubicaciones: especies de tierras bajas se mantienen en un vivero en Moragahahena y las montañesas en Lindula. La compañía ganó una Medalla de Oro en el Chelsea Flower Show en 2006, 2007, 2010, 2011 , y una medalla de plata dorada en 2005. Borneo Exotics también ganó dos medallas de plata en el  World Orchid Exhibition en 2011.

## Honores

### Eponimia
Especies
- (Nepenthaceae) Nepenthes robcantleyi Cheek,[9][10] los híbridos naturales Nepenthes × cantleyi y los cultivares Nepenthes 'Cantley's Red'.